# Miniszew
Miniszew – wieś w Polsce położona w województwie wielkopolskim, w powiecie jarocińskim, w gminie Żerków.
W latach 1975–1998 miejscowość administracyjnie należała do województwa kaliskiego.
W miejscowości znajduje się stacja kolejowa Miniszew.